# Boom Clap
Boom Clap은 영국의 가수 찰리 XCX의 노래이다. 《안녕, 헤이즐》의 OST 앨범과 찰리 XCX의 두번째 정규 앨범 Sucker에 수록되었다.

## 곡 목록
Digital download
1. "Boom Clap" – 2:49

Digital download – remixes
1. "Boom Clap" (Aeroplane Remix) – 5:14
2. "Boom Clap" (ASTR Remix) – 3:19
3. "Boom Clap" (Surkin Remix) – 3:40
4. "Boom Clap" (Elk Road Remix) – 3:40
5. "Boom Clap" (Cahill Remix) – 5:28

CD single
1. "Boom Clap" – 2:50
2. "Boom Clap" (Aeroplane Remix) – 5:15

## 차트 기록

### 차트
| 차트 (2009)              | 최고 기록 |
| ------------------------ | --------- |
| 오스트레일리아 싱글 차트 | 9         |
| 오스트리아 싱글 차트     | 26        |
| 벨기에 싱글 차트         | 35        |
| 캐나디안 핫 100          | 8         |
| 체코 디지탈 핫 100 차트  | 1         |
| 프랑스 싱글 차트         | 15        |
| 헝그리 싱글 차트         | 34        |
| 이스라엘 싱글 차트       | 1         |
| 슬로바키아 싱글 차트     | 10        |
| 스웨덴 싱글 차트         | 14        |